# NGC 1659
NGC 1659 = NGC 1677 è una galassia a spirale situata nella costellazione dell'Eridano, a una distanza di circa 223 milioni di anni luce dalla nostra Via Lattea.

## Scoperta
La galassia è stata scoperta il 28 novembre 1786 dall'astronomo britannico di origine tedesca William Herschel e inserita nel New General Catalogue con il codice NGC 1659. Un secolo dopo, il 22 ottobre 1886, la galassia venne osservata dall'astronomo statunitense Lewis Swift; questa nuova descrizione venne inserita nel New General Catalogue con la designazione NGC 1677.

## Descrizione
NGC 1659 ha una classe di luminosità II-III e presenta una larga riga a 21 cm dell'idrogeno neutro.

## Gruppo di NGC 1667
NGC 1659 fa parte di un gruppo di galassie denominato Gruppo di NGC 1667, che comprende almeno nove membri.
Le altre galassie appartenenti a questo gruppo sono: NGC 1645, NGC 1667, IC 387, IC 2097, IC 2101, MCG -1-13-12, PGC 15779 e PGC 16061.